# Étoile Be
 (juin 2022).
Ne doit pas être confondu avec Étoile B(e).
Une étoile Be est une étoile de type spectral B et qui en plus montre des raies spectrales en émission. Les étoiles Be sont des étoiles qui ont une très grande vitesse de rotation (plusieurs centaines de kilomètres à la seconde à l'équateur), et qui ont un disque autour d'elles. C'est le disque qui est responsable des raies en émission.
Les étoiles Be sont ainsi désignées à la suite d'un rapport que la première assemblée générale de l'Union astronomique internationale (UAI) a adopté à Rome le 10 mai 1922.
Des étoiles comme γ Cassiopeiae, λ Eridani, ou α Eridani (Achernar), sont des exemples d'étoiles Be.
Une étoile Be peut faire partie d'une binaire X. Dans ce cas elle est considérée comme étant une binaire X à forte masse. Sa période orbitale avec son compagnon compact est dans ce cas supérieure à 15 jours et son excentricité orbitale très faible (c'est-à-dire que son orbite est quasiment circulaire). Dans le cas où l'objet compact accompagnant l'étoile Be est une étoile à neutrons détectée sous forme de pulsar X, on observe empiriquement une relation de proportionnalité entre la période orbitale du système et la période de rotation du pulsar.

## Historique des étoiles Be: de leur découverte au premier modèle

### Découverte des étoiles Be
Alors qu'il développe une classification des spectres d'étoiles (1863-1866), le père Angelo Secchi, directeur de l'Observatorio del Collegio Romano du Vatican, remarque que la raie H{\displaystyle \beta } de l'étoile γ Cassiopeiae est en émission. Il publie alors cette découverte dans le journal Astronomische Narichten en 1866 et qualifie cette émission de « particularité curieuse de l'étoile γ Cassiopeiae  » (Secchi, 1866). Cette découverte marque le début de la recherche de nouvelles étoiles Be et des premiers modèles pour expliquer leurs particularités.

### Premier modèle physique
Le premier modèle physique cohérent permettant d'expliquer ces raies en émission nous vient d'Otto Struve (Struve 1931) ; il s'appuie sur plusieurs résultats d'observation.
Dans un premier temps, Struve remarque que les étoiles B à émission se trouvent aux mêmes endroits sur la séquence principale du diagramme HR que les étoiles B. Il reproduit avec succès les raies photosphériques présentes dans le spectre des étoiles B en émission en appliquant la théorie déjà utilisée pour les étoiles B. Par conséquent, l'origine des raies en émission ne peut être due à des changements dans les conditions d'excitation des niveaux atomiques, et donc de la formation des raies photosphériques, mais provient de différences dans les structures superficielles des étoiles. Ainsi, par analogie avec les nébuleuses gazeuses, Struve suggère la présence d'une enveloppe gazeuse autour des étoiles B en émission.
Dans un second temps, il met en évidence le fait que les raies en émission apparaissent dans les étoiles en rotation très rapide pour lesquelles les raies se trouvent élargies par effet Doppler. De plus, les résultats de Sir James Jeans (Jeans 1928), démontrant qu'un corps gazeux en rotation rapide prend une forme aplatie et peut éjecter de la matière à son équateur, sont en adéquation avec l'hypothèse de la présence d'un disque circumstellaire dans les étoiles Be. L'inclinaison du disque de l'étoile par rapport à la ligne de visée permet d'expliquer les diverses formes des raies en émission observées. En effet, si l'on observe le disque avec une inclinaison de 90°, on observe deux composantes en émission autour de la raie en absorption. 
Quant à la variation d'intensité observée dans les composantes des raies en émission, Struve suggère que le mouvement des atomes dans le disque n'est pas circulaire mais elliptique et que la rotation de la ligne des apsides des orbites elliptiques peut rendre compte d'une variation périodique de l'intensité des composantes.

### Première définition d'une étoile Be
Jusque dans les années 1970, plusieurs classes d'objets ont été nommés Be (Bidelman & Weitenbeck 1976) sans qu'une véritable définition ait été mise en place. Ainsi, des étoiles à rotation rapide, des binaires en interactions, des supergéantes, des étoiles de Herbig Ae/Be, de même que des nébuleuses quasi planétaires ont pu être qualifiées occasionnellement de Be. Partant du constat que les spectre des étoiles Be dites « normales » ou « classiques » sont ceux des étoiles B de classe de luminosité allant de III à V et dont les raies de la série de Balmer (et parfois de FeII) présentent de l'émission, Slettebak (1979) conclut que seules des étoiles en rotation rapide ou quelques étoiles binaires en interaction peuvent correspondre à cette définition.
En effet, les supergéantes, bien qu'ayant parfois la raie Hα en émission, sont très différentes des étoiles Be dites « classiques ». De même, les étoiles Herbig Ae/Be sont des objets très jeunes, de la pré-séquence principale. Enfin, les nébuleuses quasi planétaires ont été souvent classifiées Bep mais sont très différentes des étoiles Be : elles ont une enveloppe circumstellaire très étendue et émettent dans le domaine radio.

### Définition actuelle d'une étoile Be
Collins (1987) reprend la terminologie de Jaschek et al. (1981) pour définir les étoiles Be : « Une étoile Be est une étoile de type B non supergéante qui a été observée au moins une fois avec au moins une raie de Balmer en émission ». Son argument est basé sur l'idée que la définition d'un étoile Be ne doit pas être utilisée pour distinguer entre des groupes d'étoiles ayant des propriétés physiques similaires, mais seulement pour caractériser les propriétés d'un spectre.
Cependant, cette définition n'exclut pas certaines étoiles B en émission comme les Herbig Ae/Be ou les Algols  (binaires à éclipses). Pour cela, la dénomination « Be classique » ne concerne que les étoiles Be sur la séquence principale ou légèrement évoluées. Certaines étoiles de type O tardif ou A précoce peuvent également présenter le phénomène Be et être ainsi considérées comme une extension des étoiles « Be classiques ». Dans la suite de cet article, le terme « étoile Be » fera toujours référence à une étoile Be classique.

## Étoiles Be

### Caractéristiques générales

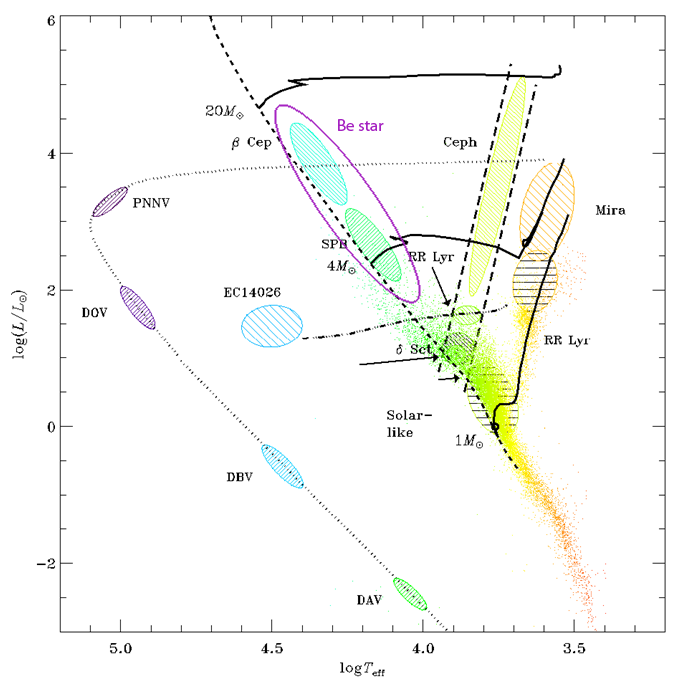
Diagramme HR. Les étoiles Be classiques sont des étoiles de la séquence principale ou légèrement évoluées qui recouvrent les zones d'instabilité des étoiles β Cep et SPB.

Les étoiles Be sont des étoiles de la séquence principale du diagramme HR ou légèrement évoluées. Elles sont plus particulièrement situées à cheval sur les zones où se situent les étoiles β Cephei et les étoiles SPB (Slowly Pulsating B stars).
Ces étoiles possèdent une température effective allant de 10 000 K à 30 000 K pour les sous-types B9 à B0 respectivement. Leurs masses vont de 3 à 20 masses solaires et leur luminosité de 100  à   50 000 fois celle du Soleil. Une de leurs caractéristiques importante est qu'elles sont des rotateurs très rapides ; elles forment une classe d'objets qui tournent près de la vitesse critique à laquelle la force centrifuge contrebalance la gravité.

### Raies en émission
La principale caractéristique des étoiles Be classiques est de présenter au sein de leur spectre certaines raies en émission superposées aux raies en absorption qu'on s'attend à trouver dans une étoile B. On appelle cette caractéristique le phénomène Be. Dans le domaine visible, il s'agit principalement des raies de la série de Balmer : H{\displaystyle \alpha } (6 563 Å), H{\displaystyle \beta } (4 861 Å), .. ainsi que certaines raies d'éléments plus lourds comme le HeI (4 921 Å, 5 678 Å, 6 678 Å), FeII (4 233 Å, 4 549 Å, 4 583 Å) qui ne pourront apparaitre que si le disque est suffisamment dense, et plus rarement Si II (6 347 Å) et Mg II (4 481 Å).
Dans le domaine infrarouge, on peut aussi observer les raies de Paschen et Brackett en émission, le triplet IR de Ca II, la raie de O I à 8 446 Å, et ce, principalement dans les étoiles Be des premiers types (B0-2e).
La figure de ce lien montre la variété des profils de raies en émission que l'on peut rencontrer au sein des étoiles Be. En effet, certaines étoiles Be vont présenter des raies en émission à simple pic, à double pic, ou à double pic avec, au centre, une raie fine en absorption. Ces différences sont dues à l'inclinaison de l'étoile (et du disque) par rapport à l'observateur. Une étoile Be observée depuis le pôle ne présentera qu'un seul pic en émission, on appelle ces étoiles Be des étoiles « pole-on » (Slettebak 1949). Une étoile Be observée par l'équateur présentera une raie fine d'absorption au centre de la raie en émission, on l'appelle alors « Be-shell » selon la dénomination de Slettebak (1949). Entre ces deux inclinaisons, le profil de raie sera à double pic. Les composantes des doubles pics sont nommées V pour le pic décalé vers le violet et R pour le pic décalé vers le rouge.

### Vents radiatifs
Les étoiles B étant des étoiles massives, elles sont sujettes à des vents radiatifs, au moins pour celles des premiers sous-types. Les grands relevés menés à l'aide du satellite IUE (International Ultraviolet Explorer) ont montré que les vents stellaires sont plus forts dans les étoiles Be que dans les étoiles B de type spectral similaire (Snow 1987).
Ces derniers ont été découverts dans les années 1970 par Bohlin (1970) dans l'étoile γ Cas. L'origine de ces vents radiatifs s'explique par le fait que la force radiative qui s'exerce sur diverses raies métalliques est responsable de l'accélération de la matière (Castor et al. 1975). Les étoiles chaudes actives (dont les étoiles Be) ont la particularité de posséder des vents radiatifs particulièrement anisotropes — ils sont beaucoup plus rapides aux pôles qu'à l'équateur —. Les taux de perte de masse typiques pour les étoiles Be se situent entre Ṁ = {\displaystyle 10^{-6}} et Ṁ = {\displaystyle 10^{-11}} M{\displaystyle _{\odot }} par an ; ces valeurs dépendent de la méthode utilisée pour la détermination de la perte de masse. Les taux de perte de masse déduits des raies UV sensibles au vent (Si IV, C IV, N V) sont en général plus faibles (Snow 1981 ; Grady et al. 1987) que ceux déduits des excès IR (Waters 1986, par ex.) et des mesures interférométriques dans le domaine de H{\displaystyle \alpha } (Stee 1996), ces derniers étant en général en bon accord.

### Variabilités
Les étoiles Be sont sujettes à de nombreuses variations sur différentes échelles de temps. Elles subissent, en effet, des variations périodiques à court terme dues à des pulsations et à la rotation, des variations à plus long terme qui sont reliées à la présence d'un vent et du disque, et des variations épisodiques associées à des éjections de matière de l'étoile vers son disque. Les principales origines de variabilités des étoiles Be sont exposées dans ce paragraphe. Plus de détails peuvent être trouvés dans Hubert (2007), Baade (2000) ou encore Baade & Balona (1994).

#### Variations d'intensité des doubles pics
L'intensité relative des deux composantes V et R des doubles pics en émission observés au sein des spectres des étoiles Be varie avec une échelle de temps allant de quelques années à plusieurs décennies. La moyenne statistique des périodes de variation du rapport V/R est de 7 ans (Hirata & Hubert-Delplace 1981).
Okazaki (1991) a expliqué la variation du rapport V/R par l'existence d'ondes de densité à un bras. Ces ondes de densité précessent dans le sens de la rotation du disque (prograde). En effet, bien qu'Okazaki (1991) ait proposé un sens de précession rétrograde, Papaloizou et al. (1992) et Telting et al. (1994) ont démontré par leurs études que le sens de rotation de cette onde de densité est prograde.
La figure 1 de l'article de Telting et al. (1994) montre comment une zone de surdensité en précession dans le sens de rotation du disque de l'étoile permet d'expliquer la variation à long terme du rapport V/R. La zone de surdensité effectue une rotation avec la période de variation de V/R. Lorsque la zone de surdensité se rapproche de l'observateur (Fig. 1-I de Telting et al. 1994), le pic V est plus important. Lorsqu'elle passe devant l'étoile, on observe une absorption plus importante au centre des composantes V et R (Fig. 1-II de Telting et al. 1994). Lorsque la zone de surdensité s'éloigne de l'observateur (Fig. 1-III de Telting et al. 1994), le pic R est plus important. Enfin, lorsqu'elle passe derrière l'étoile, on observe les deux composantes V et R comme s'il n'existait pas de surdensité (Fig. 1-IV de Telting et al. 1994).

#### Pulsations non radiales (NRP) et modulation rotationnelle
Des variations périodiques photométriques et des profils de raies avec des échelles de temps allant de quelques heures à quelques jours sont observées au sein des étoiles Be, avec une plus grande amplitude dans les étoiles les plus massives et plus chaudes (type précoce). Elles sont généralement attribuées à des pulsations non radiales et/ou à de la modulation rotationnelle. La figure 1 de l'article de Vogt & Penrod (1983) montre un exemple de variations dans les profils de raies pour l'étoile ζ Ophiuchi. On voit clairement se déplacer une perturbation de la raie du bleu vers le rouge.
La modulation rotationnelle a aussi bien été attribuée à la présence d'inhomogénéités de la surface que l'on voit se déplacer avec la rotation de l'étoile (des régions de température plus basse/élevée que les zones environnantes de la photosphère) qu'à des nuages en corotation avec l'étoile et maintenus par un champ magnétique (Baade & Balona 1994).
Les pulsations non radiales permettent de mettre en mouvement la matière grâce aux oscillations de la photosphère. La figure 16 de l'article de Vogt & Penrod (1983) montre comment des pulsations non radiales peuvent créer les perturbations observées sur les profils de raies. Selon la période de rotation de l'étoile et selon que ce sont des modes progrades ou rétrogrades, ces perturbations se déplacent soient du bleu vers le rouge, soit dans l'autre sens.
Il est assez difficile de différencier les effets des pulsations non radiales des effets de la modulation rotationnelle. Seule la détection de multipériodicités au sein d'étoiles comme μ Centauri favorisent les pulsations non radiales comme explication des variations des profils de raies dans ces étoiles.

#### Passage de la phase Be à la phase B normale
Dans les étoiles Be, la force des raies en émission peut varier fortement, jusqu'à la disparition complète de celles-ci, passant ainsi à une phase d'étoile B normale. Les raies en émission peuvent éventuellement revenir bien plus tard (jusqu'à plusieurs décennies).
La figure 20 de l'article de Koubský et al. (2000) représente l'évolution de la raie Hα pour l'étoile Be 60 Cygni sur une période d'environ six ans ainsi qu'un spectre synthétique de cette étoile. On peut voir que la raie Hα passe d'une phase en absorption (étoile B normale) à une phase en émission à double pic (étoile Be classique). Ces variations sont dues à l'apparition du disque de l'étoile Be.
Une fois la période d'éjection de matière terminée, le disque entre dans une phase d'évolution au cours de laquelle les parties internes du disque vont devenir de plus en plus fines (du fait de la pression de rayonnement de l'étoile), transformant ainsi le disque en anneau dont le rayon interne grandit. Si de nouveaux épisodes d'éjection n'interviennent pas dans ce processus, le disque va finir par se dissiper entièrement, laissant ainsi les raies de Balmer apparaître en absorption, comme au sein d'une étoile B normale (Meilland et al. 2006).
Une seconde hypothèse permettant d'expliquer la dissipation du disque circumstellaire est également possible. La perte de masse de l'étoile pourrait décroître lentement du fait, par exemple, de  la diminution de la force radiative liée à un changement de l'opacité à la base de la photosphère. Cette diminution de la perte de masse permettrait ainsi la disparition du disque circumstellaire (Meilland et al. 2006).

#### Variabilités photométriques
Les étoiles Be sont également sujettes à de nombreuses variabilités photométriques. Les variabilités à court terme (≤ 3,5 jours) sont présentes dans la quasi-totalité des étoiles Be précoces (86 %), dans 40 % des étoiles Be de sous-types intermédiaires (B4 - B5e) et dans seulement 18 % des étoiles tardives (Hubert & Floquet 1998).
Une des caractéristiques photométriques des étoiles Be est l'existence de sursauts de lumière, appelés « outbursts » (litt. éruptions), liés à une éjection discrète de matière depuis la surface de l'étoile. Ils ont été plus fréquemment observés dans les étoiles Be des premiers sous-types. Ce phénomène apparaît de manière aléatoire, avec des forces et des durées variables. Trois classes d'outbursts peuvent être distinguées (Hubert & Floquet 1998) :
1. Les outbursts à courte durée de vie et récurrents (les plus faibles ; observés, par exemple, dans les étoiles HD 67888 et μ Centauri) ;
2. Les outbursts suivis d'une lente décroissance de la luminosité (les plus forts ; observés, par exemple, dans ν Cygni[10])
3. Les outbursts associés à des variations de l'émission de la raie Hα (observés par exemple dans λ Eridani).

### Forme de l'étoile et du disque de matière
Les observations interférométriques des environnements circumstellaires des étoiles Be ont permis de se rendre compte de la forme des étoiles Be et de leur disque.
On peut citer Quirrenbach et al. (1997) qui ont effectué ce type d'observations interférométriques afin de mieux connaître la géométrie des disques des étoiles Be. Ils ont pu conclure que les disques des étoiles Be ne pouvaient pas être épais et que leur angle d'ouverture possède une valeur maximale de 20°. Ils ont également remarqué que les enveloppes de certaines des étoiles observées ne sont pas symétriques puisque leurs observations montrent qu'elles ont une élongation.
Meilland et al. (2007) ont étudié grâce à l'interférométrie la géométrie et la cinématique du disque des étoiles Be. Grâce à leurs observations de l'étoile α Arae effectuées avec l'interféromètre du Very Large Telescope (VLTI, Chili), ils ont pu montrer pour la première fois que le disque de l'étoile est en rotation képlérienne et que la géométrie de celui-ci correspond à un disque fin additionné de forts vents polaires. La figure 8 de l'article de Meilland et al. (2007) montre le résultat du meilleur modèle obtenu pour cette étoile. On peut voir clairement une zone au centre plus lumineuse correspondant au disque et une zone de part et d'autre des pôles plus diffuse correspondant à la présence d'un vent polaire assez étendu.
Domiciano de Souza et al. (2003) ont observé l'étoile α Eridani (Achernar) grâce au VLTI et ont mesuré le rapport entre les diamètres angulaires dans la direction équatoriale et polaire : 2a/2b = 1,56 ± 0,005. Étant donné que les raies Hα d'Achernar n'étaient quasiment pas en émission lors des observations, et donc que le disque était très peu dense à cette période, ce rapport correspond à l'étoile elle-même et indique que l'étoile α Eridani est fortement déformée par la rotation rapide.

### Proportions d'étoiles Be par rapport aux étoiles B
Martayan et al. (2009) ont effectué des études statistiques sur les amas ouverts dans les nuages de Magellan. Dans les amas des nuages de Magellan (plus particulièrement le SMC), les étoiles B et Be ont une vitesse de rotation plus élevée que dans la Voie lactée du fait de la métallicité plus faible. Ceci peut s'expliquer par le fait qu'à faible métallicité, les vents radiatifs sont moins puissants induisant ainsi des pertes de moment angulaire plus faibles. On s'attend donc à observer une quantité d'étoiles Be plus importante dans les nuages de Magellan que dans la Voie lactée.
En comparant avec les travaux de McScain & Gies (2005) et de Zorec et Frémat (2005), Martayan et al. (2009) trouvent qu'effectivement le nombre d'étoiles Be croît lorsque la métallicité diminue. Selon leur type spectral, les étoiles Be dans les nuages de Magellan sont deux à quatre fois plus abondantes que dans la Voie Lactée. Les études statistiques montrent en effet qu'au sein de la Voie Lactée, selon le type spectral, on observe qu'entre 10 % et 25 % des étoiles de type B sont des étoiles Be et qu'au sein des nuages de Magellan ce taux monte jusqu'à environ 35 %. Cependant, on retrouve la même distribution des étoiles Be en fonction de leur type spectral dans les nuages de Magellan et dans la Voile Lactée, avec un maximum pour les étoiles de type B2. Les travaux de Matthew et al. (2008) sur les amas jeunes de notre Galaxie confirment la statistique obtenue pour les proportions d'étoiles Be au sein de notre Galaxie.
Il faut cependant garder à l'esprit que ces statistiques ne peuvent être que des limites inférieures. En effet, les étoiles Be n'étant pas toujours au cours d'une phase où elle possèdent un disque lors des observations, les détections sont donc moins nombreuses que le taux réel d'étoiles Be.

### Le phénomène Be: problématiques actuelles
Bien que les étoiles Be aient été découvertes il y a 150 ans, beaucoup de questions les concernant restent encore sans réponse. Ce paragraphe a pour objectif de passer en revue les différents axes de recherche concernant les étoiles Be. Des détails seront donnés dans la section suivante.
Les étoiles Be possèdent un disque de matière éjectée. De ce constat, plusieurs questions sont naturellement soulevées : Comment la matière est-elle éjectée de l'étoile Be ? Quelles sont les propriétés du disque ? La rotation rapide ne suffisant pas à expliquer l'éjection de matière dans la plupart des cas, quels sont les phénomènes permettant d'obtenir un supplément de moment angulaire pour rendre possible l'éjection de matière ? Pourquoi les étoiles Be sont-elles des rotateurs rapides ?
De ces questions sont nées plusieurs théories que différentes équipes de recherche tentent d'approfondir : le champ magnétique peut-il permettre d'éjecter la matière ? Les oscillations stellaires pourraient-elles permettre cette éjection de matière ? D'autres mécanismes peuvent-ils fonctionner ?
La plupart des axes de recherche concernant les étoiles Be dont concentrés sur les mécanismes d'éjection de la matière en sus de la rotation rapide. Néanmoins, les étoiles Be sont des laboratoires uniques mettant en avant de nombreuses branches de la physique stellaire : les processus de perte de masse, les processus d'évolution du moment angulaire, l'astérosismologie, les champs magnétiques, etc. Par conséquent, les études sur les étoiles Be nous apprennent également beaucoup sur les étoiles massives en général.

## Origine du disque des étoiles Be
Il est admis que les étoiles Be présentent un disque de manière récurrente, néanmoins les mécanismes donnant lieu à sa formation restent encore à définir. Deux principaux phénomènes permettent actuellement d'expliquer en partie l'origine du disque : la rotation rapide (sous-critique) des étoiles Be et les vents radiatifs importants dans les étoiles chaudes. De plus, d'autres mécanismes, tels que les pulsations non radiales ou le champ magnétique pourraient jouer un rôle important pour augmenter le moment angulaire jusqu'à permettre l'éjection de matière. Les travaux actuels tentent de déterminer quelles instabilités jouent un rôle dans l'éjection de matière et donc dans la création d'un disque circumstellaire. Ainsi, plusieurs modèles ont été proposés pour expliquer l'origine du disque et sa forme. Une présentation sommaire en est faite ci-dessous.

### Rotation

#### Rotation rapide et vitesse critique
Une des principales caractéristiques des étoiles Be est d'avoir une rotation rapide proche de la vitesse critique. La vitesse critique est définie de la manière suivante :
{\displaystyle v_{crit}={\sqrt {GM_{*} \over R_{eq}}}}
où Req est le rayon à l'équateur, M* la masse de l'étoile (Smith 1987). L'étoile, déformée par la rotation, n'est plus sphérique. On a ainsi Req ≠ R*. Le tableau ci-après fait la synthèse des paramètres rencontrés pour chaque sous-type d'étoiles B : la masse, le rayon et la vitesse critique (Porter 1996) en supposant Req = 2/3 R*.
| Sous-type de la classe B | M* (Mʘ) | R* (Rʘ) | Vcrit (km/s) |
| ------------------------ | ------- | ------- | ------------ |
| 0                        | 17.5    | 7.7     | 538          |
| 0.5                      | 14.6    | 6.9     | 519          |
| 1                        | 12.5    | 6.3     | 503          |
| 1.5                      | 10.8    | 5.7     | 489          |
| 2                        | 9.6     | 5.4     | 477          |
| 2.5                      | 8.6     | 5.0     | 467          |
| 3                        | 7.7     | 4.7     | 458          |
| 4                        | 6.4     | 4.2     | 441          |
| 5                        | 5.5     | 3.8     | 428          |
| 6                        | 4.8     | 3.5     | 416          |
| 7                        | 4.2     | 3.2     | 406          |
| 8                        | 3.8     | 3.0     | 397          |
| 9                        | 3.4     | 2.8     | 389          |

Les étoiles Be ne tournent pas toutes juste sous la vitesse critique. Certes, les étoiles Be de type tardif atteignent plus facilement des vitesses proches de la vitesse critique mais selon Cranmer (2005), les étoiles de type précoce ne pourraient tourner qu'à seulement 40 % de la vitesse critique.
Porter (1996) s'est penché sur le problème de la détermination du rapport de la vitesse de rotation à la vitesse critique afin de permettre aux modèles d'utiliser non plus la quantité v sin i mais la quantité w = veq / vcrit. En effet, la quantité v sin i ne rend pas compte de la valeur vraie de la vitesse de l'étoile et deux valeurs égales peuvent être dues à une inclinaison différente de l'étoile sur notre ligne de visée. Pour cela, il s'est basé sur l'étude de la vitesse de rotation des étoiles Be-Shell. Ces étoiles ont la particularité d'avoir une inclinaison proche de π/2 permettant ainsi de considérer que v sin i = v. La distribution observée est piquée autour de w = 70 %.
Il existe cependant une incertitude sur la détermination de la vitesse de rotation. En effet, pour les étoiles en rotation rapide, il existe une distribution en température à leur surface due à la loi d'assombrissement gravitationnel (von Zeipel 1924) ; la majeure partie du flux radiatif provient des régions polaires. Ces régions, de rotation plus lente, contribuent donc plus majoritairement au spectre contrairement aux régions équatoriales plus rapides. Cela implique donc que la vitesse de rotation soit constamment sous-estimée (Townsend et al. 2004). De plus, la rotation de l'étoile joue sur les régions de formation des raies : certaines raies, selon la vitesse de rotation, ne vont se former qu'autour de l'équateur ou des pôles, faussant ainsi les mesures si l'on ne tient pas compte de cet effet.
Une étude plus récente menée par Frémat et al. (2005) prenant en compte l'effet de l'assombrissement gravitationnel dans leurs calculs place désormais la valeur de w à 88 %. De plus, les observations interférométriques de l'étoile α Eridani (Achernar) montrent que la rotation de cette étoile doit être très rapide et certainement plus proche de la vitesse critique que ce que les statistiques ont pu montrer jusqu'à aujourd'hui. De même, les observations interférométriques de l'étoile α Arae ont permis d'estimer le rapport entre la vitesse de rotation et la vitesse critique à Vrot/Vcrit = 91% (Meilland et al. 2007).
Cependant, cette rotation rapide, bien que proche de la vitesse critique n'est pas suffisante pour éjecter de la matière. On pense qu'elle représente néanmoins le facteur clé nécessaire aux outbursts des étoiles Be. En effet, associée à d'autres facteurs qui augmentent localement la vitesse, on peut parvenir à éjecter de la matière. A titre d'exemple, à une vitesse de rotation à l'équateur égale à 0,95 fois la vitesse critique, de la matière peut être éjectée de l'étoile en ajoutant une vitesse du même ordre de grandeur que la vitesse du son. Ainsi, dès que l'étoile est relativement proche de sa vitesse critique, beaucoup d'instabilités jouent un rôle important sur l'éjection de matière, par exemple, les effets d'un champ magnétique ou d'oscillations internes de l'étoile.

#### Origine de la rotation rapide
Aujourd'hui, on peut considérer que les étoiles Be typiques tournent à une vitesse proche de la vitesse de rotation critique. Nous vient alors la question de l'origine de cette rotation rapide.
Plusieurs théories ont été proposées afin d'expliquer l'origine de cette rotation rapide :
- l'étoile a pu naître rotateur rapide
- l'étoile a pu être accélérée au cours de la séquence principale
- l'étoile a pu être accélérée au sein d'un système binaire.

Des analyses statistiques des étoiles Be permettent de déterminer dans quelles circonstances et à quel stade d'évolution le phénomène Be intervient le plus souvent et ainsi d'appuyer l'une ou l'autre de ces théories.

### Vents radiatifs comprimés ou confinés
Dans toutes les étoiles massives (y compris les étoiles Be), le vent produit une perte de masse qui est plus importante lorsque l'étoile est plus chaude. Certains modèles expliquent comment confiner ou comprimer le vent afin de former un disque autour de l'étoile. Un récapitulatif des principaux modèles et présenté ci-dessous.

#### Wind Compressed Disks (WCD: Disques issus de vents comprimés)
Ce modèle introduit par Bjorkman & Cassinelli (1993) fut le premier à avoir convaincu nombre de chercheurs. Il a depuis été démontré qu'il ne pouvait fonctionner. Le principe de ce modèle se base sur le fait que les vents radiatifs provenant des pôles convergeraient vers l'équateur du fait de la rotation rapide de l'étoile. Les hypothèses de ce modèle sont que le flux polaire est contant, axi-symétrique et isotherme et que sa vitesse est supersonique. 
La figure 10 de l'article de Bjorkman & Cassinelli (1993) illustre la convergence des vents radiatifs polaires sous l'effet de la rotation rapide de l'étoile. Une zone de forte densité apparaît ainsi à l'équateur. Cependant, des travaux ultérieurs (Owocki et al. 1996) ont montré que les composantes non-radiales du vent peuvent inhiber la convergence du vent et donc la formation du disque. De plus, la rotation étant assez sous-critique, le manque de moment angulaire ne permet pas au disque d'être assez dense et donc de reproduire l'intensité des raies de Balmer en émission observées. De plus, ce modèle ne permet pas à la matière de rester autour de l'étoile plus de quelques jours, ce qui est en contradiction avec les observations.

#### Magnetically Wind Compressed Disks (MWCD: Disques issus de vents comprimés par le champ magnétique)
Ce modèle établi par Cassinelli et al. (2002) se base sur le modèle du WCD et fait entrer en jeu un champ magnétique axi-symétrique et dont l'axe est aligné avec celui de la rotation. Dans les régions où le champ magnétique est important, les lignes de flux du vent suivent les lignes de champ magnétique; Près de l'équateur, les lignes de champ magnétique forment des boucles. De ce fait, les flux provenant de part et d'autre de l'équateur entrent en collision à l'équateur. Ces régions de chocs produisent ainsi le disque. Des tests de ce modèle pour des étoiles sans rotation montrent qu'effectivement un disque peut être créé par la compression du champ magnétique. En revanche, des tests effectués avec des étoiles en rotation ne permettent pas de créer le type de disque qui correspond aux observations.

#### Rapidly Rotating Magnetosphere (RRM: Magnétosphère en rotation rapide)
Townsend & Owocki (2005) ont établi une approche hydrodynamique dans le cas où le champ magnétique est fort. Dans ce modèle, la principale hypothèse est que le champ magnétique est suffisamment fort pour pouvoir considérer que les lignes de champ sont rigides (c'est-à-dire que les lignes de champ ne sont pas affectées par le plasma qui se déplace le long de ces lignes de champ). Les vents provenant des deux hémisphères magnétiques entrent en collision au sommet des boucles magnétiques, créant ainsi un choc puissant chauffant la matière. Le plasma se refroidit ensuite en émettant des rayons X puis, soit il retombe sur l'étoile si la rotation n'est pas suffisante, soit il va s'accumuler dans un disque en corotation avec l'étoile. Lorsque le dipôle magnétique n'est pas aligné avec l'axe de rotation, la distribution de densité est plus importante sur un plan situé entre les équateurs magnétique et de rotation. 

### Champ magnétique

#### Détection
Comme il a été présenté dans la section précédente, le champ magnétique peut être un des facteurs permettant de favoriser la formation d'un disque de matière autour des étoiles Be.
Sa détection peut être soit directe, soit indirecte. Lorsqu'une étoile abrite un champ magnétique sous la forme d'un dipôle, la rotation stellaire va modifier l'angle de vue sous lequel on observe ce dipôle magnétique. Cela produit des modulations rotationnelles des profils de raies dans le visible ou de raies sensibles au vent dans l'UV que l'on peut ainsi observer (détection indirecte).
Pour détecter directement le champ magnétique d'une étoile, il faut observer en spectropolarimétrie la signature de l'effet Zeeman dû à ce champ magnétique via le paramètre de Stokes V (polarisation circulaire de la lumière). Cependant, la détection directe du champ magnétique n'est pas aisée à obtenir. Dans un premier temps, la détection est difficile parce que les étoiles Be ont peu de raies photosphériques à partir desquelles les mesures du paramètre de Stokes V sont possibles. Les étoiles Be, de plus, sont des étoiles pulsantes et les pulsations distordent les raies. Et enfin, la rotation rapide des étoiles Be élargit fortement les raies, noyant ainsi la signature Zeeman.
Un exemple illustrant la difficulté de détection est l'étoile Be ω Orionis. Du champ magnétique avait été détecté indirectement pour cette étoile mais les récents résultats obtenus avec MiMeS n'ont pas pu apporter de détection directe pour cette étoile.
Actuellement, du champ magnétique a pu être détecté (et confirmé) dans seulement cinq étoiles de type B pulsantes :
- β Cephei (prototype des étoiles variables de type β Cep)[24]
- V2052 Ophiuchi (type β Cep)[25]
- ζ Cassiopeiae (type SPB)[26]
- 16 Pegasi (type SPB)[27]
- ξ Cassiopeiae (type β Cep)[28]

Dans les cinq cas, le champ magnétique détecté présente des similitudes. L'axe magnétique n'est pas aligné avec l'axe de rotation et l'amplitude du champ magnétique longitudinal est d'environ 100 Gauss, ce qui implique des champs aux pôles de quelques centaines de Gauss. Aucune détection directe de champ magnétique n'a pu être obtenue pour une étoile Be.

#### Origine du champ magnétique
Le mécanisme qui génère le champ magnétique dans ces étoiles massives est encore non identifié. En effet, les étoiles comme le Soleil possèdent une enveloppe convective au sein de laquelle le champ magnétique est créé par effet dynamo. Cet effet permet à un champ magnétique très faible de se renforcer grâce à la distorsion des lignes de champ (sous l'effet de la rotation différentielle). Cependant, les étoiles massives telles que les étoiles Be ne possèdent qu'une fine couche convective sur leur enveloppe radiative (en plus de leur cœur convectif) ne permettant pas aux mécanismes à l'origine de l'effet dynamo d'entrer en jeu. Plusieurs hypothèses ont été émises concernant l'origine du champ magnétique dans les étoiles massives :
- Elles pourraient créer leur champ magnétique dans le cœur convectif mais il n'existe à l'heure actuelle aucun mécanisme connu de transport jusqu'à la surface qui soit assez rapide[29].
- Le champ détecté pourrait être un champ magnétique fossile, présent depuis la formation de l'étoile. Cette théorie permet également d'expliquer la présence du champ magnétique à des stades d'évolution plus précoces que celui des étoiles Be (c'est-à-dire par exemple les étoiles Herbig Ae/Be). Braithwaite & Spruit (2004) ont découvert qu'un champ fossile relaxe quasi immédiatement sur une configuration stable qui peut survivre durant la vie d'une étoile. Cette configuration pourrait expliquer les champs fossiles observés à la surface des étoiles massives.

### Pulsations non radiales
En mettant en mouvement la photosphère, les oscillations sont l'un des candidats complémentaires de la rotation rapide pour expliquer les éjections de matière. Parmi les oscillations, les oscillations non radiales permettent de favoriser bien plus les éjections de matière puisqu'elles concentrent l'énergie cinétique dans des zones beaucoup plus réduites que pour les oscillations radiales qui mettent en mouvement l'étoile tout en conservant sa symétrie sphérique.
De plus, Lee & Saio (1993) ont pu montrer que les pulsations non-radiales des étoiles massives de la séquence principale peuvent transporter du moment angulaire du cœur de l'étoile jusqu'à son enveloppe.
Rivinius et al. (1998) ont pu montrer que les pulsations non radiales observées dans l'étoile μ Centauri présentent des battements dont la périodicité est reliée aux outbursts visibles dans les profils de raies. De ce fait, on pense que les battements entre plusieurs modes de pulsation de fréquences proches pourraient aider l'éjection de matière. 
Enfin, Huat et al. (2009) ont pu établir pour la première fois en photométrie qu'il existe un lien clair entre les pulsations de l'étoile HD 49330 et une éjection de matière observée par le satellite CoRoT. En effet, lors de l'observation de l'étoile HD 49330, une éjection de matière a eu lieu entre le 80e jour et la fin de l'observation. Cette éjection de matière se traduit par une augmentation brutale de la luminosité de l'étoile (voir figure ci-dessous). 

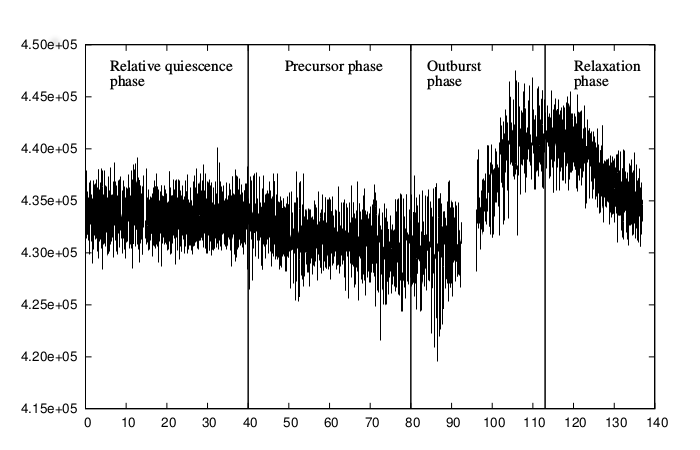
Évolution de la luminosité de l'étoile HD 49330 observée par le satellite CoRoT. On distingue une éjection de matière caractérisée par la montée brutale de la luminosité de l'étoile.

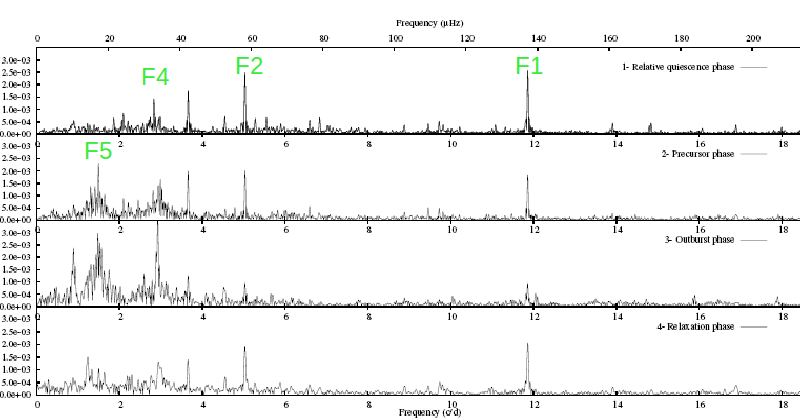
Spectre de Fourier de la courbe de lumière de l'étoile HD 49330. On distingue que les groupes de fréquence diffèrent selon la phase de l'éjection de matière.

L'analyse de Fourier de la courbe de lumière a mis en avant une évolution des fréquences de pulsation de l'étoile durant l'évolution de la luminosité de cette dernière. Ainsi, lors de la phase calme de l'étoile et lors de la phase d'éjection de matière, les groupes d'oscillations sont complètement différents. Ce résultat démontre qu'il existe un lien clair entre les pulsations de l'étoile et l'éjection de matière.